# Parc i Reserva Nacional de la Badia de les Glaceres
El Parc i Reserva Nacional de la Badia de les Glaceres (Glacier Bay National Park and Preserve) constitueixen dues unitats oficials gestionades conjuntament pel Servei de Parcs Nacionals a Alaska a l'oest de Juneau. El president Calvin Coolidge va proclamar per la primera vegada la zona al voltant de la Badia de les Glaceres com a monument nacional d'acord amb la Llei d'Antiguitats el 25 de febrer del 1925. Després de l'ampliació del monument pel president Jimmy Carter el 1978, la Llei per a la Conservació de les Terres d'Interès Nacional d'Alaska (Alaska National Interest Lands Conservation Act o ANILCA) va ampliar el monument nacional per 2.116,5 quilòmetres quadrats el 2 de desembre del 1980. En el procés va crear el Parc Nacional de la Badia de les Glaceres. De la mateixa manera ANILCA va deixar de banda 230,7 quilòmetres quadrats de terres públiques per a la Reserva Nacional de la Badia de les Glaceres que es troba directament al nord-oest del parc per tal de protegir un segment del riu Alsek i els hàbitats propers dels peixos i vida silvestre.
La Badia de les Glaceres va esdevenir una part d'un Patrimoni de la Humanitat binacional de la UNESCO el 1979 i va esdevenir reserva de la Biosfera el 1986. El parc i la reserva van emprendre una obligació de treballar amb les organitzacions nadiues dels pobles hoonah i tlingit en l'administració d'aquesta àrea protegida. En total, la Badia de les Glaceres cobreix 13,287 quilòmetres quadrats. La major part de la zona es designa àrea salvatge que constitueix 10,784 quilòmetres quadrats del parc i la reserva.

## Història

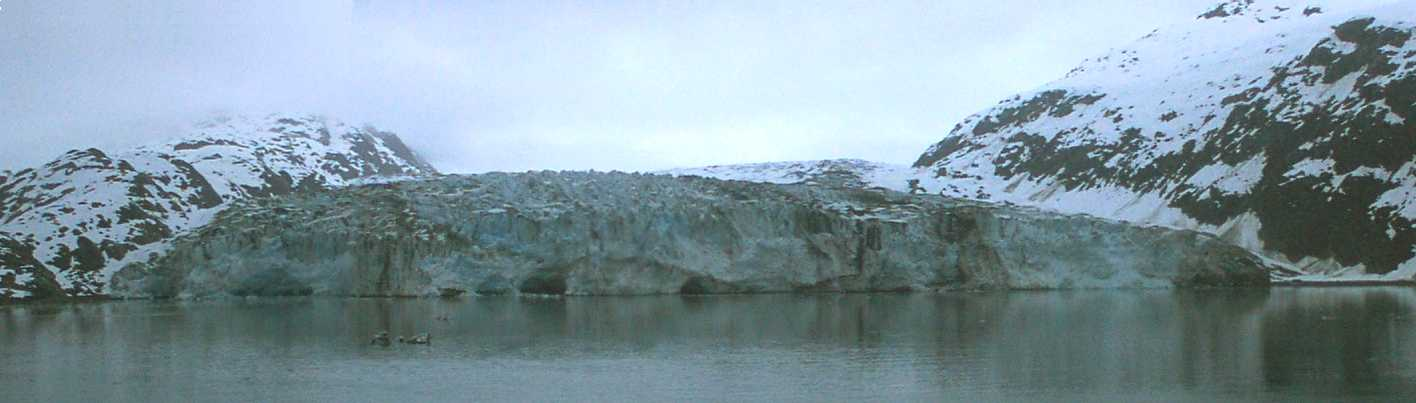
Glacera Lamplugh a la zona occidental del parc.

Joseph Whidbey, el capità de l'expedició de George Vancouver des del 1791 fins al 1795, va trobar l'Estret Icy (Icy Strait) a l'extrem sud de la Badia de les Glaceres. En aquesta època l'estret estava completament bloquejat pel gel. La Badia de les Glaceres si mateix el 1794 estava coberta de manera similar per una gran glacera. El 1879 el naturalista John Muir va trobar que el gel a la badia s'havia retirat a una distància de prop de 77 quilòmetres. El 1916 la glacera Grand Pacific estava al capdavant de la Cala Tarr (Tarr Inlet) prop de 105 quilòmetres de la desembocadura de la Badia de les Glaceres. Aquest retrocés de glaceres resulta ser el més ràpid mai documentat. Dit això, no totes les glaceres del parc estan en retirada. Els científics que treballen al parc i reserva esperen aprendre com es relacionen l'activitat glacial i el canvi climàtic.

## Medi ambient

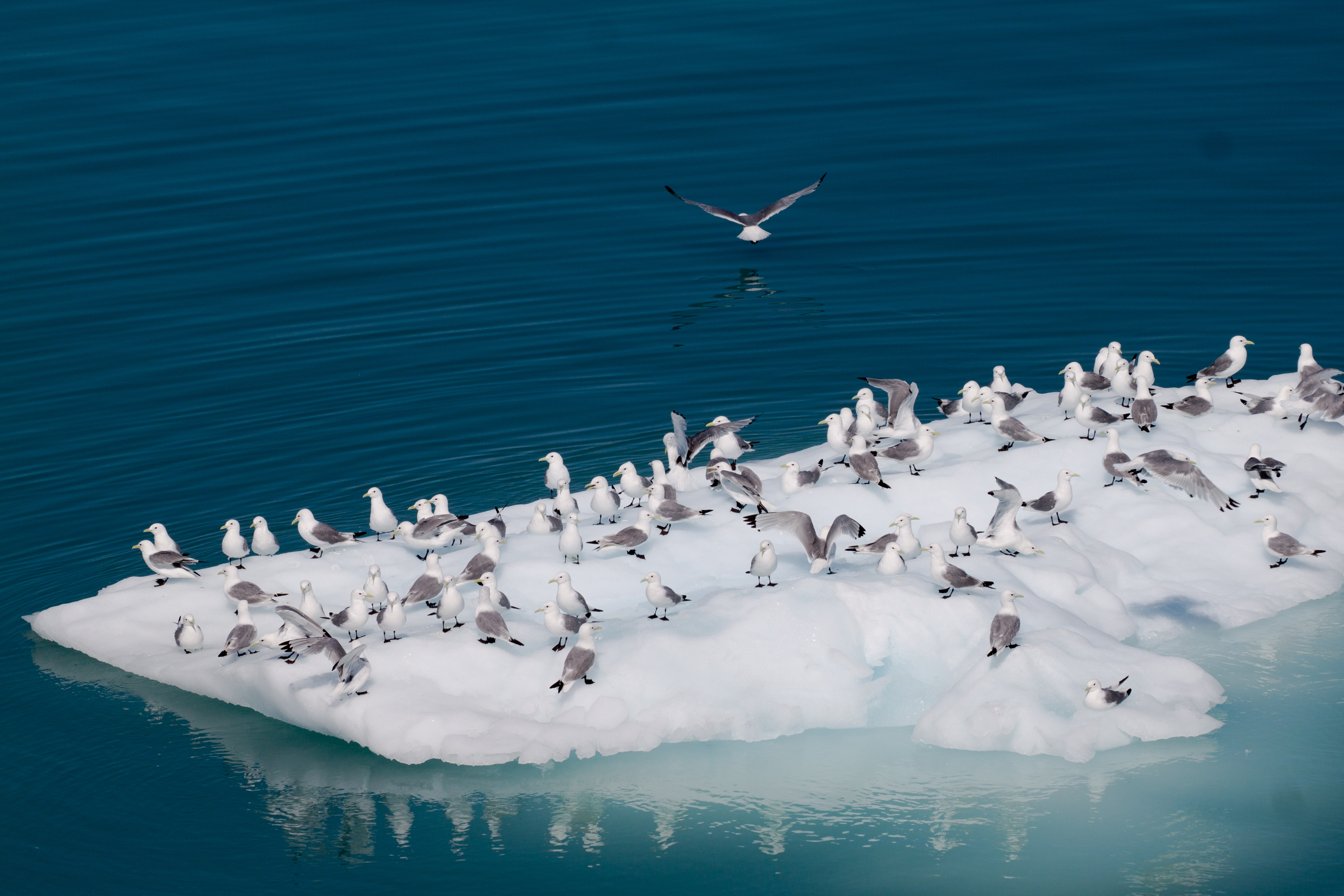
Una bandada de gavinetes (Rissa tridactyla) assegudes en un iceberg a la Badia de Glaceres.

El Parc Nacional de la Badia de les Glaceres conserva prop de 2428,1 quilòmetres quadrats d'ecosistemes marins protegits a escala federal (incloent-hi les terres submergides). L'àrea serveix com una zona verge contra el qual altres ecosistemes marins menys protegits es poden comparar. Dins del parc, hi ha dos llocs ancestrals tlingit amb significat cultural i espiritual per a aquestes comunitats avui en dia.
El riu Alsek serveix com una ruta de la descoberta i de la migració des de les muntanyes del parc fins a l'oceà Pacífic a la costa de la reserva. Dins de la reserva, en contrast amb el parc, el riu Alsek i els seus voltants ofereixen un ambient per als usos de subsistència, les activitats de la pesca comercial i la caça d'acord amb les disposicions de l'ANILCA. La reserva és responsable de protegir els ecosistemes de les glaceres alhora que permet i regula aquests usos.
No hi ha carreteres que condueixen al parc. És més fàcil arribar amb avió, normalment a través de serveis privats de taxi aeri des de i cap a les diverses pistes d'aterratge de grava dins del parc i la reserva. No hi ha servei aeri comercial només fins a les ciutats de Yakutat i Juneau des del qual els taxis aeris poden ser llogats per viatjar a llocs dins del parc i la reserva. Durant alguns estius hi ha transbordadors (ferries) estatals i línies aèries comercials que proveeixen serveis limitats a la petita comunitat de Gustavus que es troba a prop de l'oficina central de la Badia de Glaceres a Bartlett Cove. Alguns ferries proporcionen servei directament al port de Bartlett Cove dins del parc. Hi ha una estació turística gestionada pel National Park Service en aquesta localitat. Tot i que manca carreteres, hi ha més de 400.000 visitants cada any. La majoria dels visitants arriben a través de creuers. El nombre de vaixells que poden arribar cada dia es veu limitat per la regulació ambiental.
Altres visitants venen en viatges de ràfting per aigües braves. Comencen a Dalton Post al riu Tatshenshini dins del territori del Yukon i acaben al riu Alsek a l'Estació de Guardaboscos de la Badia Seca (Dry Bay Ranger Station) dins de la Reserva Nacional de la Badia de Glaceres. Els viatges en general requereixen sis dies i passen a través de la Reserva i Parc Nacional de Kluane al Yukon i el Parc Provincial de Tatshenshini-Alsek a l'extrem nord-oest de la Colúmbia Britànica. Aquestes dues àrees protegides es troben al Canadà.
La baixada de les glaceres des dels cims nevats fins a la badia crea un dels millors paisatges del món per observar la creació d'icebergs. La glacera més famosa de la badia és la glacera Muir de 80 metres de gruix Fins al 1750 la badia era una immensa glacera. El parc nacional inclou 16 glaceres, de les quals dotze expulsen icebergs a la badia.
Entre la fauna de la regió s'hi troben ossos, cérvols, balenes, cabres blanques i aus aquàtiques. Hi ha oportunitats per practicar el caiac amb la finalitat d'explorar les característiques marines de la zona, així com per veure les balenes i altres animals marins de prop.